# Bérmunka
A bérmunka a munkavállaló és a munkáltató közötti társadalmi-gazdasági kapcsolat, amelyben a munkavállaló hivatalos vagy informális munkaszerződés alapján adja el munkaerejét. Ezek a tranzakciók általában egy olyan munkaerőpiacon zajlanak, ahol a bérek vagy a keresetek piaci alapon vannak meghatározva.
Bérként kifizetett pénz (általában rövid távú munkaszerződések esetén) vagy fizetés (állandó munkaszerződések esetén) ellenében a munka terméke általában a munkáltató tulajdonává válik, kivéve azokat a különleges eseteket, mint például a szellemi alkotás jellegű szabadalmak birtoklása az Egyesült Államokban, ahol a szabadalmi jogokat általában a találmányért személyesen felelős munkavállaló birtokolja. A bérmunkás olyan személy, amelynek elsődleges jövedelme a munkaerő ilyen módon történő értékesítéséből származik.

## Fordítás
Ez a szócikk részben vagy egészben  a   Wage labour című angol Wikipédia-szócikk ezen változatának fordításán alapul.  Az eredeti cikk szerkesztőit annak laptörténete sorolja fel. Ez a jelzés csupán a megfogalmazás eredetét és a szerzői jogokat jelzi, nem szolgál a cikkben szereplő információk forrásmegjelöléseként.